# Cleveland Browns 1985
La stagione 1985 dei Cleveland Browns è stata la 36ª della franchigia nella National Football League. Questa fu il primo di tre titoli di division consecutivi per i Browns. Nel primo anno completo di Marty Schottenheimer come capo-allenatore, i Browns raggiunsero i playoff malgrado un record di 8-8. Il quarterback rookie Bernie Kosar guidò l'attacco dei Browns; le 62 ricezioni di Ozzie Newsome gli valsero la convocazione per il Pro Bowl; Earnest Byner e Kevin Mack corsero oltre mille yard ognuno.
Nei Divisional Playoff, i Browns si trovarono in vantaggio sui Miami Dolphins 21–3 nel terzo quarto ma, in una scena che si ripeté altre quattro volte nel corso del decennio, la squadra collassò nel finale e i Dolphins segnarono 3 touchdown, vincendo per  24–21.

## Roster
| Roster dei Cleveland Browns nel 1985 |
| --- |
| Quarterback - 16 Paul McDonald - 18 Gary Danielson - 19 Bernie Kosar Running Back - 26 Greg Allen - 28 Herman Fontenot - 30 Boyce Green - 33 Curtis Dickey - 34 Kevin Mack FB - 38 Johnny Davis FB - 44 Earnest Byner Wide Receiver - 80 Willis Adams - 83 Fred Banks - 84 Glen Young KR - 85 Clarence Weathers PR - 86 Brian Brennan PR - 88 Reggie Langhorne - 89 John Jefferson Tight End - 81 Harry Holt - 82 Ozzie Newsome - 87 Travis Tucker Offensive Linemen - 61 Mike Baab C - 62 George Lilja G - 63 Cody Risien T - 68 Robert E. Jackson G - 69 Dan Fike G - 74 Paul Farren T - 75 Bill Contz T - 77 Rickey Bolden T Defensive Linemen - 72 Dave Puzzuoli NT - 78 Carl Hairston DE - 79 Bob Golic NT - 91 Sam Clancy DE - 96 Reggie Camp DE - 99 Keith Baldwin DE Linebacker - 50 Tom Cousineau ILB - 51 Eddie Johnson ILB - 55 Curtis Weathers OLB - 56 Chip Banks OLB - 57 Clay Matthews Jr. OLB - 58 Scott Nicolas ILB Defensive Back - 20 Don Rogers S - 22 Felix Wright S - 27 Al Gross S - 29 Hanford Dixon CB - 31 Frank Minnifield CB - 37 Chris Rockins S - 47 Larry Braziel CB - 48 D.D. Hoggard CB Special Team - 7 Jeff Gossett P - 9 Matt Bahr K |
| Legenda - I rookie sono in corsivo. - Il primo ruolo è il principale mentre gli eventuali successivi indicano i ruoli secondari. - (IR) sta per Injured Reserve ed indica la lista ristretta per un solo giocatore infortunato che può tornare ad allenarsi dopo la settimana 6 e a rientrare in prima squadra dopo che questa ha giocato 8 partite. - (NF-Inj.) / (NF-Ill.) stanno rispettivamente per Non-Football Injured e Non-Football Illness ed indicano le liste dove viene inserito un giocatore che ha un infortunio o una malattia non dipendente dal football americano. - (PUP) sta per Physically Unable to Perform ed indica la lista dove viene inserito un giocatore mentre è in attesa di recuperare la condizione fisica. Nella stagione regolare dopo la sesta partita giocata dalla propria squadra, il giocatore ha tempo tre settimane per riprendere ad allenarsi, più tre settimane aggiuntive dal suo rientro agli allenamenti per rientrare in prima squadra. |

## Calendario
| Stagione regolare |              |                        |           |        |                             |          |         |
| Turno             | Data         | Avversario             | Risultato | Record | Stadio                      | Pubblico | Sintesi |
| 1                 | 8 settembre  | St. Louis Cardinals    | S 24–27   | 0–1    | Cleveland Municipal Stadium | 62,107   | Recap   |
| 2                 | 16 settembre | Pittsburgh Steelers    | V 17–7    | 1–1    | Cleveland Municipal Stadium | 79,042   | Recap   |
| 3                 | 22 settembre | at Dallas Cowboys      | S 7–20    | 1–2    | Texas Stadium               | 61,456   | Recap   |
| 4                 | 29 settembre | at San Diego Chargers  | V 21–7    | 2–2    | Jack Murphy Stadium         | 52,107   | Recap   |
| 5                 | 6 ottobre    | New England Patriots   | V 24–20   | 3–2    | Cleveland Municipal Stadium | 62,139   | Recap   |
| 6                 | 13 ottobre   | at Houston Oilers      | V 21–6    | 4–2    | Houston Astrodome           | 38,386   | Recap   |
| 7                 | 20 ottobre   | Los Angeles Raiders    | S 20–21   | 4–3    | Cleveland Municipal Stadium | 77,928   | Recap   |
| 8                 | 27 ottobre   | Washington Redskins    | S 7–14    | 4–4    | Cleveland Municipal Stadium | 78,540   | Recap   |
| 9                 | 3 novembre   | at Pittsburgh Steelers | S 9–10    | 4–5    | Three Rivers Stadium        | 51,976   | Recap   |
| 10                | 10 novembre  | at Cincinnati Bengals  | S 10–27   | 4–6    | Riverfront Stadium          | 57,293   | Recap   |
| 11                | 17 novembre  | Buffalo Bills          | V 17–7    | 5–6    | Cleveland Municipal Stadium | 54,478   | Recap   |
| 12                | 24 novembre  | Cincinnati Bengals     | V 24–6    | 6–6    | Cleveland Municipal Stadium | 74,439   | Recap   |
| 13                | 1 dicembre   | at New York Giants     | V 35–33   | 7–6    | Giants Stadium              | 66,482   | Recap   |
| 14                | 8 dicembre   | at Seattle Seahawks    | S 13–31   | 7–7    | Kingdome                    | 58,477   | Recap   |
| 15                | 15 dicembre  | Houston Oilers         | V 28–21   | 8–7    | Cleveland Municipal Stadium | 50,793   | Recap   |
| 16                | 22 dicembre  | at New York Jets       | S 10–37   | 8–8    | Giants Stadium              | 59,073   | Recap   |

Note: gli avversari della propria division sono in grassetto.

### Playoff
| Playoff    |                |                       |           |        |                   |          |         |
| Turno      | Data           | Avversario (seed)     | Risultato | Record | Stadio            | Pubblico | Sintesi |
| Divisional | 4 gennaio 1986 | at Miami Dolphins (2) | S 21–24   | 0–1    | Miami Orange Bowl | 75,128   | Recap   |

## Classifiche
| AFC Central         |   |    |   |      |      |     |     |     |     |
|                     | V | S  | P | %    | CONF | DIV | PF  | PS  | STR |
| Cleveland Browns(3) | 8 | 8  | 0 | .500 | 4–2  | 7–5 | 287 | 294 | S1  |
| Cincinnati Bengals  | 7 | 9  | 0 | .438 | 4–2  | 5–7 | 441 | 437 | S2  |
| Pittsburgh Steelers | 7 | 9  | 0 | .438 | 3–3  | 6–6 | 379 | 355 | S1  |
| Houston Oilers      | 5 | 11 | 0 | .313 | 1–5  | 4–8 | 284 | 412 | S4  |